# FK Kozara Gradiška
Kozara Gradiška (serb. cyryl.: Фудбалски клуб Koзapa) – bośniacki klub piłkarski z siedzibą w mieście Gradiška.

## Historia
Chronologia nazw:
- 1945—1992: FK Kozara Bosanska Gradiška
- od 1992: FK Kozara Gradiška

Klub został założony w 1945 roku jako FK Kozara Bosanska Gradiška. Uczestniczył w rozgrywkach lokalnych mistrzostw Jugosławii. Potem zmienił nazwę na FK Kozara Gradiška. Kiedy w 1992 roku wybuchła wojna w Jugosławii FK Kozara Gradiška nie rozgrywał oficjalnych gier aż do 1995 roku. Po zakończeniu wojny klub startował w pierwszej lidze serbskiej.
W sezonie 2002/03 zespół debiutował w bośniackiej Premijer Lidze, ale zajął 15. miejsce i spadł do pierwszej ligi serbskiej, w której grał w ciągu następnych 8 sezonów. W sezonie 2010/11 zajął 1. miejsce w pierwszej lidze serbskiej i powrócił do Premijer ligi.

## Sukcesy
- Mistrzostwo Bośni i Hercegowiny:
  - 15.miejsce (1): 2003
- 2.liga Mistrzostw Bośni i Hercegowiny:
  - 1.miejsce (1): 2011
  - 2.miejsce (1): 2002
- Puchar Bośni i Hercegowiny:
  - 1/8 finału (1): 2003
- Puchar Republiki Serbskiej:
  - zdobywca (3): 1994, 2000, 2001
  - finalista (1): 2002, 2010

## Stadion
Stadion Miejski w Gradišce może pomieścić 5,000 widzów.